# Always Look on the Bright Side of Life
Always Look on the Bright Side of Life is een nummer van Monty Python. De originele versie van het lied verscheen in de film Monty Python's Life of Brian uit 1979. Een bewerkte versie van het nummer werd heruitgebracht in 1989 voor het album Monty Python Sings. Het is geschreven door Eric Idle en uitgebracht onder het label Virgin Records.
In 1991 werd het nummer als single uitgebracht. De andere twee nummers op die single waren "I Bet You They Won't Play This Song on the Radio" en "I'm So Worried".
Er zijn twee coverversies in 1995 in de hitlijsten gekomen, namelijk door Tenor Fly en door de cast van Coronation Street.
Het lied  veroorzaakte controversie bij een aantal christenen omdat het lied in de film door een groot aantal gekruisigden gezamenlijk gezongen wordt, wat als een parodie gezien werd op de kruisiging van Jezus Christus.
Tegenwoordig wordt het lied vaak gezongen tijdens begrafenissen en voetbalwedstrijden. Het nummer werd tevens gezongen in de film As Good as It Gets.

## NPO Radio 2 Top 2000
| Nummer met noteringen in de NPO Radio 2 Top 2000 | '99 | '00 | '01  | '02 | '03 | '04 | '05  | '06  | '07  | '08  | '09  | '10  | '11  | '12 | '13 | '14  | '15  | '16  | '17  |
| ------------------------------------------------ | --- | --- | ---- | --- | --- | --- | ---- | ---- | ---- | ---- | ---- | ---- | ---- | --- | --- | ---- | ---- | ---- | ---- |
| Always Look on the Bright Side of Life           | 299 | -   | 1221 | 856 | 986 | 916 | 1183 | 1182 | 1589 | 1181 | 1219 | 1576 | 1184 | 956 | 820 | 1155 | 1185 | 1319 | 1440 |

1. ↑  Een '-' betekent dat het nummer niet was genoteerd en een vetgedrukt getal geeft de hoogste notering aan.
2. ↑  Deze tabel is bijgewerkt tot en met de laatste editie (2024).